# Collegium Musicum Catholicum
Komorni ansambl Collegium Musicum Catholicum djeluje u Subotici od 1994. godine. Djeluje u okviru Katoličkog instituta za kulturu, povijest i duhovnost „Ivan Antunović“.  

## Povijest
Osnovan je 1994. godine. Nastao je u subotičkoj župi Isusova Uskrsnuća na poticaj s. Bernardice Đukić. Želja kojom je ovaj zbor osnovan bila je da mladi njeguju i razvijaju sakralnu glazbu. Zborom je u početku ravnala s. Bernardica Đukić iz Družbe sestara Naše Gospe, zatim Nela Skenderović a danas zborom ravna Miroslav Stantić.

## Sastav
Sastoji se iz komornog (omladinskog) mješovitog zbora i komornog sastava, čime se postiže svojevrsna sinteza u prezentiranju sakralne glazbene baštine kao spoj amaterizma (mješoviti zbor) i profesionalizma (instrumentalni izvođači). Uloga zbora danas je prenositi umjetnost sakralne glazbe putem koncertiranja, nastupima u raznim prigodama i dakako uljepšavanjem liturgijskih slavlja, te onih koji se organiziraju u okviru hrvatske zajednice u Vojvodini. U toj svrsi ansambl je sudjelovao u mnogim prijenosima za radio i televiziju te snimao za potrebe istih. 
Na repertoaru zbora nalaze se skladbe od gregorijanike preko skladba iz svih epoha i stilova do suvremenih skladatelja našeg doba. Posebno treba istaknuti da zbor njeguje djela hrvatskih skladatelja s osobitim naglaskom na skladbe zavičajnog skladatelja Albe Vidakovića. 
Ansambl Collegium Musicum Catholicum kroz godine postojanja ima izuzetno dobru suradnju s Muzičkom školom u Subotici, članovima Subotičke filharmonije, solistima SNP-a iz Novog Sada, Institutom za crkvenu glazbu Albe Vidaković iz Zagreba te studentima glazbenih akademija iz okolnih većih glazbenih središta (Zagreb, Osijek, Novi Sad, Beograd, Segedin), s kojima su ostvarene mnoge praizvedbe (Britten, Mozart, Kilbertus, Vidaković, ...) i druge vrlo zapažene izvedbe. Collegium ima suradnju s drugim zborovima iz zemlje i inozemstva na izvedbama velikih djela (Mozart: Requiem, Krunidbena misa,  Orff: Carmina Burana...) čime je on glazbeni veleposlanik hrvatske kulture iz Vojvodine. 
Za svoj ustrajni i marljivi rad zbor i dirigent Miroslav Stantić je 2004. godine nagrađen „Antušovom nagradom“ koja se dodjeluje za osobit doprinos na očuvanju nacionalne kulture, među Hrvatima u Vojvodini. Sadašnji umjetnički voditelj i dirigent Miroslav Stantić i stalni orguljaš Collegiuma, Kornelije Vizin svojim zalaganjem doprinose na posebnom odabiru repertoara i njegovom uspješnom izvođenju. Osim nastupa u Vojvodini i Srbiji, zbor je nastupao u Hrvatskoj (Zagreb, Osijek, Split, Makarska, Zadar, Virovitica, Marija Bistrica,Đakovo...), Bosni i Hercegovini (Sarajevo, Međugorje, Šćit Rama), Republici Mađarskoj (Budimpešta,Pečuh i Baja) te Italiji (Rim, Assisi, Padova).
2004. su godine Miroslav Stantić i ovaj zbor dobili Antušovu nagradu.
16. 09. 2018. Collegium je nastupio na 53. Mokranjčevim danima u Negotinu, gdje je izveo probrani program iz svoga širokoga repertoara.